# Medaljefordeling ved sommer-OL 1896
Medaljefordeling ved sommer-OL 1896 er medaljefordeling under sommar-OL 1896. I alt 241 udøvere fra 14 nationer deltog i 43 øvelser i ni sportsgrene
Ti nationer vand medaljer, i tillæg blev tre af medaljerne vunde af blandede hold som var sat sammen af udøvere fra forskellige nationer. USA vandt flest guldmedaljer (11) og værtsnationen Grækenland vandt flest medaljer totalt (46) så vel som flest sølvmedaljer (17) og bronzemedaljer (19) og næst flest guldmedaljer (10).
Under det tidligste olympiske lege deltog to udøvere fra forskellige nationer som et hold under flere øvelser. IOK lavede "blandede hold" med landskoden ZZX. Nogle udøvere vandt medaljer individuelt og som en del af et blandede hold, og disse medaljer er listet op under enten nationen de deltog for eller blandede hold. Dionysios Kasdaglis var af græsk ophav, men boede i den egyptiske by Alexandria. Han var opført af IOK som græsk under tennis singel, men i tennis dobbel deltog han sammen med græske Dimítrios Petrokókkinos, som ikke er identificeret med nogen nation, men står under blandede hold.
Der blev ikke uddelt guld-, sølv- og bronzemedaljer under sommar-OL 1896 i Athen. Vinderen fik en sølvmedalje, olivengren og et diplom og andrepladsen fik en bronzemedalje, laubærgren og et diplom. Det var først under sommar-OL 1904 det blev uddelt medaljer til de tre bedste, men Den Internationale Olympiske Komité (IOK) har stadfæste medaljefordeling og gælder for de olympiske lege i 1896 og 1990.
| #      | Land                                  | Guld | Sølv | Bronze | Totalt |
| 1      | USA (USA)                             | 11   | 7    | 2      | 20     |
| 2      | Grækenland (GRE)                      | 10   | 17   | 19     | 46     |
| 3      | Tyskland (GER)                        | 6    | 5    | 2      | 13     |
| 4      | Frankrig (FRA)                        | 5    | 4    | 2      | 11     |
| 5      | Storbritannien (GBR)                  | 2    | 3    | 2      | 7      |
| 6      | Ungarn (HUN)                          | 2    | 1    | 3      | 6      |
| 7      | Østrig (AUT)                          | 2    | 1    | 2      | 5      |
| 8      | Storbritannien (GBR) Australien (AUS) | 2    | 0    | 0      | 2      |
| 9      | Danmark (DEN)                         | 1    | 2    | 3      | 6      |
| 10     | Schweiz (SUI)                         | 1    | 2    | 0      | 3      |
| 11     | Blandede hold (ZZX)                   | 1    | 1    | 1      | 3      |
| Totalt | Totalt                                | 43   | 43   | 36     | 122    |